# Atrapados en la coca
Atrapados en la coca es una película de acción mexicana estrenada en 1990 dirigida por René Cardona III. Esta protagonizada por Mario Almada, Sebastian Ligarde, Roberto Cañedo y Sergio Jiménez.

## Sinopsis
Atrapados en la coca, es un thriller mexicano dirigido por René Cardona III en 1990. La película explora las peligrosas dinámicas del narcotráfico en México, siguiendo a un grupo de personas que se ven involucradas en una red de corrupción y violencia. A través de una narrativa intensa, el filme destaca las consecuencias devastadoras del tráfico de drogas.

## Reparto
- Mario Almada
- Sebastian Ligarde
- Roberto Cañedo
- Sergio Jiménez
- Lupita Adriana
- Eagle Almada
- Guillermo Buigas
- Gloria Chávez
- Rosendo De Anda
- Alfredo Dávila
- Laura Flores
- Sergio Jurado
- Jacqueline Liseth como Niña
- Adolfo Magaldi
- Arturo Martínez hijo
- Leticia Morgan
- Alfonso Munguía
- Paco Sañudo
- Martha Stringel
- Héctor Sáez
- Marco Antonio Sánchez «El Diablo»